# Allsvenskan 2014
La Allsvenskan 2014 fue la nonagésima edición desde su creación en 1924. Es el torneo de la máxima división del Fútbol de Suecia. En dicha temporada, participaron dieciséis (16) equipos, los trece mejores de la pasada, más tres provenientes de la Superettan. Malmö FF se proclamó campeón, defendiendo su corona obtenida la pasada temporada y también alcanzando al IFK Göteborg como máximo ganador de la historia del certamen con 18 conquistas.

## Equipos participantes
| Pos | Descendidos de la Allsvenskan |
| --- | ----------------------------- |
| 15° | Östers IF                     |
| 16º | Syrianska FC                  |

| Pos | Ascendidos de la Superettan |
| --- | --------------------------- |
| 1º  | Falkenbergs FF              |
| 2º  | Örebro SK                   |

| Club              | Ciudad      | Estadio                   | Capacidad | Temporada pasada |
| ----------------- | ----------- | ------------------------- | --------- | ---------------- |
| AIK Fotboll       | Solna       | Friends Arena             | 50.000    | 2°               |
| Åtvidabergs FF    | Åtvidaberg  | Kopparvallen              | 7.200     | 8°               |
| BK Häcken         | Gotemburgo  | Rambergsvallen            | 7.000     | 10°              |
| Djurgårdens IF    | Estocolmo   | Stockholms Olympiastadion | 14.500    | 7°               |
| Falkenbergs FF    | Falkenberg  | Falkenbergs IP            | 5.288     | 1° Superettan    |
| Gefle IF          | Gävle       | Strömvallen               | 7.300     | 12°              |
| Halmstads BK      | Halmstad    | Örjans Vall               | 15.000    | 14°              |
| Helsingborgs IF   | Helsingborg | Olympia                   | 16.673    | 5°               |
| IF Brommapojkarna | Estocolmo   | Grimsta IP                | 8.000     | 13°              |
| IF Elfsborg       | Borås       | Borås Arena               | 15.000    | 6°               |
| IFK Göteborg      | Gotemburgo  | Nya Gamla Ullevi          | 18.800    | 3°               |
| IFK Norrköping    | Norrköping  | Nya Parken                | 19.414    | 9°               |
| Kalmar FF         | Kalmar      | Guldfågeln Arena          | 12.100    | 4°               |
| Malmö FF          | Malmö       | Swedbank Stadion          | 24.000    | 1° campeón       |
| Mjällby AIF       | Mjällby     | Strandvallen              | 7.500     | 11°              |
| Örebro SK         | Örebro      | Behrn Arena               | 14.500    | 2° Superettan    |

### Distribución geográfica
| Fylke           | Cantidad | Clubes                                       |
| --------------- | -------- | -------------------------------------------- |
| Estocolmo       | 3        | Djurgårdens IF IF Brommapojkarna AIK Fotboll |
| Kalmar          | 1        | Kalmar FF                                    |
| Västra Götaland | 2        | BK Häcken IFK Göteborg                       |
| Östergötland    | 2        | IFK Norrköping Åtvidabergs FF                |
| Halland         | 2        | Halmstads BK Falkenbergs FF                  |
| Vestrogotia     | 1        | IF Elfsborg                                  |
| Gävleborg       | 1        | Gefle IF                                     |
| Escania         | 2        | Malmö FF Helsingborgs IF                     |
| Blekinge        | 1        | Mjällby AIF                                  |
| Örebro          | 1        | Örebro SK                                    |

## Modo de disputa
El torneo se disputó mediante el sistema de todos contra todos, donde cada equipo jugó contra los demás dos veces, una como local, y otra como visitante.
Cada equipo recibió tres puntos por partido ganado, un punto en caso de empate, y ninguno si perdía.
Al finalizar el torneo, el equipo con mayor cantidad de puntos se consagró campeón y obtuvo la posibilidad de disputar la siguiente edición de la Liga de Campeones de la UEFA. Los equipos ubicados en la segunda y tercera posición clasificaron a la Liga Europea de la UEFA. 
Los equipos que queden ubicados en las últimas dos posiciones descienden automáticamente a la segunda división, mientras que aquel ubicado en la decimocuarta (14°) posición debe jugar un partido contra un equipo proveniente de la segunda división, donde el ganador disputa la siguiente temporada de la primera división.

## Tabla de posiciones
|                 |     | Equipos de fútbol | PJ | G  | E  | P  | GF | GC | Dif | Pts |
| --------------- | --- | ----------------- | -- | -- | -- | -- | -- | -- | --- | --- |
| Clasifica a UCL | 1.  | Malmö FF (C)      | 30 | 18 | 8  | 4  | 59 | 31 | 28  | 62  |
| Clasifica a UEL | 2.  | IFK Göteborg      | 30 | 15 | 11 | 4  | 58 | 34 | 24  | 56  |
| Clasifica a UEL | 3.  | AIK               | 30 | 15 | 7  | 8  | 59 | 42 | 17  | 52  |
|                 | 4.  | IF Elfsborg       | 30 | 15 | 7  | 8  | 40 | 31 | 9   | 52  |
|                 | 5.  | BK Häcken         | 30 | 13 | 7  | 10 | 58 | 45 | 13  | 46  |
|                 | 6.  | Örebro SK         | 30 | 13 | 7  | 10 | 54 | 44 | 10  | 46  |
|                 | 7.  | Djurgårdens IF    | 30 | 11 | 10 | 9  | 47 | 33 | 14  | 43  |
|                 | 8.  | Åtvidabergs FF    | 30 | 12 | 7  | 11 | 39 | 46 | -7  | 43  |
|                 | 9.  | Helsingborgs IF   | 30 | 10 | 9  | 11 | 41 | 44 | -3  | 39  |
|                 | 10. | Halmstads BK      | 30 | 11 | 6  | 13 | 44 | 50 | -6  | 39  |
|                 | 11. | Kalmar FF         | 30 | 10 | 9  | 11 | 36 | 45 | -9  | 39  |
|                 | 12. | IFK Norrköping    | 30 | 9  | 9  | 12 | 39 | 50 | -11 | 36  |
|                 | 13. | Falkenbergs FF    | 30 | 9  | 6  | 15 | 37 | 49 | -12 | 33  |
|                 | 14. | Gefle IF          | 30 | 8  | 8  | 14 | 34 | 42 | -8  | 32  |
| Descendió       | 15. | Mjällby AIF       | 30 | 8  | 5  | 17 | 29 | 47 | -18 | 29  |
| Descendió       | 16. | IF Brommapojkarna | 30 | 2  | 6  | 22 | 28 | 69 | -41 | 12  |

|    |         |
| C: | Campeón |

|  |                                                 |
|  | Clasificando a la Liga de Campeones de la UEFA. |

|  |                                            |
|  | Clasificando a la Liga Europea de la UEFA. |

|  |                                   |
|  | En zona de repechaje al descenso. |

|  |                                            |
|  | En zona de descenso a la Segunda División. |

### Tabla de Goleadores
Goles Anotados.

| Jugador          | Club            | Anotado |
| ---------------- | --------------- | ------- |
| Lasse Vibe       | IFK Göteborg    | 23      |
| David Accam      | Helsingborgs IF | 17      |
| Ricardo Santos   | Åtvidabergs FF  | 17      |
| Markus Rosenberg | Malmö FF        | 15      |
| Emil Forsberg    | Malmö FF        | 14      |
| Nabil Bahoui     | AIK             | 14      |
| Alhassan Kamara  | Örebro SK       | 14      |
| Henok Goitom     | AIK             | 12      |

## Partidos
| IF Brommapojkarna | 1 - 2 | Kalmar FF      | 30 de marzo | Grimsta IP       |
| Mjällby AIF       | 2 - 2 | Gefle IF       | 30 de marzo | Strandvallen     |
| Malmö FF          | 3 - 0 | Falkenbergs FF | 30 de marzo | Swedbank Stadion |
| Halmstads BK      | 1 - 2 | Örebro SK      | 30 de marzo | Örjans Vall      |
| Åtvidabergs FF    | 2 - 1 | IF Elfsborg    | 31 de marzo | Kopparvallen     |
| Häcken            | 2 - 0 | IFK Norrköping | 31 de marzo | Rambergsvallen   |
| AIK               | 0 - 2 | IFK Göteborg   | 31 de marzo | Friends Arena    |
| Helsingborgs IF   | 1 - 1 | Djurgårdens IF | Olympia     |                  |

| IF Elfsborg    | 3 - 1 | Häcken            | 4 de abril | Borås Arena               |
| Falkenbergs FF | 1 - 0 | IF Brommapojkarna | 5 de abril | Falkenbergs IP            |
| Djurgårdens IF | 3 - 0 | Halmstads BK      | 6 de abril | Stockholms Olympiastadion |
| Gefle IF       | 1 - 2 | AIK               | 6 de abril | Strömvallen               |
| IFK Norrköping | 2 - 0 | Helsingborgs IF   | 6 de abril | Nya Parken                |
| Kalmar FF      | 2 - 2 | Åtvidabergs FF    | 7 de abril | Guldfågeln Arena          |
| Örebro SK      | 1 - 0 | Mjällby AIF       | 7 de abril | Behrn Arena               |
| IFK Göteborg   | 0 - 3 | Malmö FF          | 7 de abril | Nya Gamla Ullevi          |

| Mjällby AIF       | 0 - 2 | Djurgårdens IF | 11 de abril | Strandvallen     |
| Åtvidabergs FF    | 2 - 0 | Falkenbergs FF | 12 de abril | Kopparvallen     |
| Malmö FF          | 1 - 0 | Gefle IF       | 12 de abril | Swedbank Stadion |
| AIK               | 1 - 1 | Örebro SK      | 13 de abril | Friends Arena    |
| Helsingborgs IF   | 4 - 2 | Häcken         | 13 de abril | Olympia          |
| Halmstads BK      | 0 - 0 | IFK Norrköping | 13 de abril | Örjans Vall      |
| IF Brommapojkarna | 1 - 1 | IFK Göteborg   | 14 de abril | Grimsta IP       |
| Kalmar FF         | 0 - 0 | IF Elfsborg    | 14 de abril | Guldfågeln Arena |

| Örebro SK      | 1 - 2 | Malmö FF          | 16 de abril | Behrn Arena               |
| IFK Norrköping | 1 - 1 | Mjällby AIF       | 16 de abril | Nya Parken                |
| Häcken         | 3 - 0 | Halmstads BK      | 16 de abril | Rambergsvallen            |
| Djurgårdens IF | 2 - 3 | AIK               | 16 de abril | Stockholms Olympiastadion |
| IFK Göteborg   | 5 - 0 | Åtvidabergs FF    | 17 de abril | Nya Gamla Ullevi          |
| Gefle IF       | 3 - 0 | IF Brommapojkarna | 17 de abril | Strömvallen               |
| Falkenbergs FF | 1 - 3 | Kalmar FF         | 17 de abril | Falkenbergs IP            |
| IF Elfsborg    | 1 - 0 | Helsingborgs IF   | 17 de abril | Borås Arena               |

| Kalmar FF         | 1 - 1 | IFK Göteborg    | 20 de abril | Guldfågeln Arena |
| Halmstads BK      | 2 - 1 | Helsingborgs IF | 20 de abril | Örjans Vall      |
| AIK               | 1 - 2 | IFK Norrköping  | 20 de abril | Friends Arena    |
| Mjällby AIF       | 1 - 4 | Häcken          | 20 de abril | Strandvallen     |
| Falkenbergs FF    | 2 - 3 | IF Elfsborg     | 21 de abril | Falkenbergs IP   |
| Åtvidabergs FF    | 2 - 2 | Gefle IF        | 21 de abril | Kopparvallen     |
| Malmö FF          | 2 - 2 | Djurgårdens IF  | 21 de abril | Swedbank Stadion |
| IF Brommapojkarna | 2 - 2 | Örebro SK       | 21 de abril | Grimsta IP       |

| Örebro SK       | 3 - 2 | Åtvidabergs FF    | 25 de abril | Behrn Arena               |
| IFK Göteborg    | 1 - 0 | Falkenbergs FF    | 25 de abril | Nya Gamla Ullevi          |
| Helsingborgs IF | 3 - 1 | Mjällby AIF       | 27 de abril | Olympia                   |
| Djurgårdens IF  | 3 - 2 | IF Brommapojkarna | 27 de abril | Stockholms Olympiastadion |
| Häcken          | 2 - 2 | AIK               | 27 de abril | Rambergsvallen            |
| IF Elfsborg     | 4 - 1 | Halmstads BK      | 28 de abril | Borås Arena               |
| Gefle IF        | 0 - 2 | Kalmar FF         | 28 de abril | Strömvallen               |
| IFK Norrköping  | 1 - 2 | Malmö FF          | 28 de abril | Nya Parken                |

| Mjällby AIF       | 2 - 1 | Halmstads BK    | 3 de mayo | Strandvallen     |
| IF Brommapojkarna | 3 - 0 | IFK Norrköping  | 3 de mayo | Grimsta IP       |
| Malmö FF          | 1 - 2 | Häcken          | 4 de mayo | Swedbank Stadion |
| Åtvidabergs FF    | 1 - 1 | Djurgårdens IF  | 4 de mayo | Kopparvallen     |
| Kalmar FF         | 2 - 0 | Örebro SK       | 4 de mayo | Guldfågeln Arena |
| IFK Göteborg      | 0 - 0 | IF Elfsborg     | 4 de mayo | Nya Gamla Ullevi |
| Falkenbergs FF    | 1 - 1 | IF Gefle        | 5 de mayo | Falkenbergs IP   |
| AIK               | 2 - 1 | Helsingborgs IF | 5 de mayo | Friends Arena    |

| Häcken          | 3 - 1 | IF Brommapojkarna | 7 de mayo | Rambergsvallen            |
| IF Elfsborg     | 3 - 1 | Mjällby AIF       | 7 de mayo | Borås Arena               |
| Djurgårdens IF  | 0 - 0 | Kalmar FF         | 7 de mayo | Stockholms Olympiastadion |
| IFK Norrköping  | 2 - 1 | Åtvidabergs FF    | 7 de mayo | Nya Parken                |
| Halmstads BK    | 2 - 2 | AIK               | 8 de mayo | Örjans Vall               |
| Örebro SK       | 0 - 0 | Falkenbergs FF    | 8 de mayo | Behrn Arena               |
| Gefle IF        | 1 - 1 | IFK Göteborg      | 8 de mayo | Strömvallen               |
| Helsingborgs IF | 0 - 1 | Malmö FF          | 8 de mayo | Olympia                   |

| Kalmar FF         | 2 - 0 | IFK Norrköping  | 10 de mayo | Guldfågeln Arena |
| AIK               | 2 - 1 | Mjällby AIF     | 11 de mayo | Friends Arena    |
| Gefle IF          | 0 - 1 | IF Elfsborg     | 11 de mayo | Strömvallen      |
| IFK Göteborg      | 2 - 1 | Örebro SK       | 11 de mayo | Nya Gamla Ullevi |
| Åtvidabergs FF    | 1 - 0 | Häcken          | 12 de mayo | Kopparvallen     |
| Malmö FF          | 3 - 1 | Halmstads BK    | 12 de mayo | Swedbank Stadion |
| IF Brommapojkarna | 0 - 1 | Helsingborgs IF | 12 de mayo | Grimsta IP       |
| Falkenbergs FF    | 1 - 0 | Djurgårdens IF  | 12 de mayo | Falkenbergs IP   |

| IFK Norrköping  | 0 - 3 | Falkenbergs FF    | 15 de mayo | Nya Parken                |
| AIK             | 2 - 1 | IF Elfsborg       | 15 de mayo | Friends Arena             |
| Örebro SK       | 2 - 2 | Gefle IF          | 19 de mayo | Behrn Arena               |
| Halmstads BK    | 3 - 0 | IF Brommapojkarna | 19 de mayo | Örjans Vall               |
| Häcken          | 4 - 1 | Kalmar FF         | 20 de mayo | Rambergsvallen            |
| Helsingborgs IF | 0 - 0 | Åtvidabergs FF    | 21 de mayo | Olympia                   |
| Djurgårdens IF  | 0 - 0 | IFK Göteborg      | 21 de mayo | Stockholms Olympiastadion |
| Mjällby AIF     | 0 - 1 | Malmö FF          | 22 de mayo | Strandvallen              |

| IF Brommapojkarna | 0 - 1 | Mjällby AIF     | 15 de mayo | Grimsta IP       |
| IF Elfsborg       | 1 - 0 | Örebro SK       | 24 de mayo | Borås Arena      |
| Åtvidabergs FF    | 1 - 0 | Halmstads BK    | 24 de mayo | Kopparvallen     |
| Falkenbergs FF    | 1 - 1 | Häcken          | 24 de mayo | Falkenbergs IP   |
| Kalmar FF         | 2 - 0 | Helsingborgs IF | 25 de mayo | Guldfågeln Arena |
| IFK Göteborg      | 2 - 2 | IFK Norrköping  | 25 de mayo | Nya Gamla Ullevi |
| Gefle IF          | 1 - 1 | Djurgårdens IF  | 26 de mayo | Strömvallen      |
| Malmö FF          | 2 - 2 | AIK             | 26 de mayo | Swedbank Stadion |

| Örebro SK       | 0 - 1 | Djurgårdens IF    | 30 de mayo | Behrn Arena    |
| Mjällby AIF     | 1 - 0 | Åtvidabergs FF    | 31 de mayo | Strandvallen   |
| Halmstads BK    | 1 - 1 | Kalmar FF         | 31 de mayo | Örjans Vall    |
| Helsingborgs IF | 1 - 0 | Falkenbergs FF    | 1 de junio | Olympia        |
| IF Elfsborg     | 0 - 1 | Malmö FF          | 1 de junio | Borås Arena    |
| AIK             | 4 - 2 | IF Brommapojkarna | 2 de junio | Friends Arena  |
| IFK Norrköping  | 1 - 0 | Gefle IF          | 2 de junio | Nya Parken     |
| Häcken          | 1 - 1 | IFK Göteborg      | 2 de junio | Rambergsvallen |

| Kalmar FF         | 2 - 1 | Mjällby AIF     | 5 de julio | Guldfågeln Arena          |
| Falkenbergs FF    | 1 - 1 | Halmstads BK    | 5 de julio | Falkenbergs IP            |
| Gefle IF          | 1 - 0 | Häcken          | 5 de julio | Strömvallen               |
| Örebro SK         | 2 - 2 | IFK Norrköping  | 6 de julio | Behrn Arena               |
| IF Brommapojkarna | 1 - 1 | Malmö FF        | 6 de julio | Grimsta IP                |
| IFK Göteborg      | 6 - 2 | Helsingborgs IF | 6 de julio | Nya Gamla Ullevi          |
| Åtvidabergs FF    | 0 - 3 | AIK             | 7 de julio | Kopparvallen              |
| Djurgårdens IF    | 1 - 1 | IF Elfsborg     | 7 de julio | Stockholms Olympiastadion |

| Malmö FF        | 3 - 0 | Åtvidabergs FF    | 12 de julio | Swedbank Stadion |
| Mjällby AIF     | 1 - 1 | Falkenbergs FF    | 12 de julio | Strandvallen     |
| AIK             | 3 - 0 | Kalmar FF         | 12 de julio | Friends Arena    |
| Helsingborgs IF | 1 - 1 | Gefle IF          | 13 de julio | Olympia          |
| IF Elfsborg     | 2 - 2 | IF Brommapojkarna | 13 de julio | Borås Arena      |
| Halmstads BK    | 2 - 2 | IFK Göteborg      | 13 de julio | Örjans Vall      |
| Häcken          | 4 - 1 | Örebro SK         | 13 de julio | Rambergsvallen   |
| IFK Norrköping  | 3 - 5 | Djurgårdens IF    | 14 de julio | Nya Parken       |

| Kalmar FF      | 1 - 1 | Malmö FF          | 19 de julio | Guldfågeln Arena          |
| Gefle IF       | 2 - 0 | Halmstads BK      | 19 de julio | Strömvallen               |
| Falkenbergs FF | 4 - 1 | AIK               | 20 de julio | Falkenbergs IP            |
| IFK Göteborg   | 3 - 1 | Mjällby AIF       | 20 de julio | Nya Gamla Ullevi          |
| Åtvidabergs FF | 3 - 2 | IF Brommapojkarna | 20 de julio | Kopparvallen              |
| IFK Norrköping | 4 - 2 | IF Elfsborg       | 20 de julio | Nya Parken                |
| Örebro SK      | 1 - 1 | Helsingborgs IF   | 20 de julio | Behrn Arena               |
| Djurgårdens IF | 1 - 2 | Häcken            | 21 de julio | Stockholms Olympiastadion |

| Malmö FF          | 3 - 1 | Kalmar FF      | 26 de julio | Swedbank Stadion |
| Halmstads BK      | 3 - 2 | Gefle IF       | 26 de julio | Örjans Vall      |
| IF Brommapojkarna | 2 - 2 | Åtvidabergs FF | 27 de julio | Grimsta IP       |
| Mjällby AIF       | 3 - 0 | IFK Göteborg   | 27 de julio | Strandvallen     |
| Helsingborgs IF   | 1 - 1 | Örebro SK      | 27 de julio | Olympia          |
| IF Elfsborg       | 3 - 0 | IFK Norrköping | 27 de julio | Borås Arena      |
| Häcken            | 2 - 1 | Djurgårdens IF | 28 de julio | Rambergsvallen   |
| AIK               | 3 - 0 | Falkenbergs FF | 28 de julio | Friends Arena    |

| Falkenbergs FF | 2 - 5 | Malmö FF          | 2 de agosto | Falkenbergs IP            |
| Örebro SK      | 1 - 2 | Halmstads BK      | 2 de agosto | Behrn Arena               |
| IFK Norrköping | 0 - 0 | Häcken            | 2 de agosto | Nya Parken                |
| IF Elfsborg    | 1 - 0 | Åtvidabergs FF    | 3 de agosto | Borås Arena               |
| Kalmar FF      | 1 - 1 | IF Brommapojkarna | 3 de agosto | Guldfågeln Arena          |
| IFK Göteborg   | 0 - 2 | AIK               | 4 de agosto | Nya Gamla Ullevi          |
| Gefle IF       | 1 - 0 | Mjällby AIF       | 4 de agosto | Strömvallen               |
| Djurgårdens IF | 2 - 2 | Helsingborgs IF   | 4 de agosto | Stockholms Olympiastadion |

| Åtvidabergs FF    | 3 - 1 | Kalmar FF      | 9 de agosto  | Kopparvallen     |
| Mjällby AIF       | 0 - 1 | Örebro SK      | 9 de agosto  | Strandvallen     |
| AIK               | 3 - 1 | Gefle IF       | 10 de agosto | Friends Arena    |
| IF Brommapojkarna | 2 - 3 | Falkenbergs FF | 10 de agosto | Grimsta IP       |
| Malmö FF          | 2 - 2 | IFK Göteborg   | 10 de agosto | Swedbank Stadion |
| Halmstads BK      | 2 - 1 | Djurgårdens IF | 10 de agosto | Örjans Vall      |
| Helsingborgs IF   | 0 - 0 | IFK Norrköping | 10 de agosto | Olympia          |
| Häcken            |       | IF Elfsborg    | 11 de agosto | Rambergsvallen   |

| Åtvidabergs FF    | 1 - 1 | IFK Göteborg   | 13 de agosto | Kopparvallen     |
| IF Brommapojkarna | 1 - 2 | Gefle IF       | 13 de agosto | Grimsta IP       |
| AIK               | 1 - 1 | Djurgårdens IF | 13 de agosto | Friends Arena    |
| Malmö FF          | 3 - 2 | Örebro SK      | 13 de agosto | Swedbank Stadion |
| Mjällby AIF       | 3 - 1 | IFK Norrköping | 14 de agosto | Strandvallen     |
| Halmstads BK      | 1 - 4 | Häcken         | 14 de agosto | Örjans Vall      |
| Helsingborgs IF   | 4 - 1 | IF Elfsborg    | 14 de agosto | Olympia          |
| Kalmar FF         | 3 - 1 | Falkenbergs FF | 14 de agosto | Guldfågeln Arena |

| Gefle IF       | 0 - 0 | Malmö FF          | 16 de agosto | Strömvallen               |
| Falkenbergs FF | 3 - 0 | Åtvidabergs FF    | 17 de agosto | Falkenbergs IP            |
| Örebro SK      | 4 - 2 | AIK               | 17 de agosto | Behrn Arena               |
| IFK Göteborg   | 3 - 0 | IF Brommapojkarna | 17 de agosto | Nya Gamla Ullevi          |
| IF Elfsborg    | 2 - 0 | Kalmar FF         | 17 de agosto | Borås Arena               |
| Djurgårdens IF | 4 - 0 | Mjällby AIF       | 18 de agosto | Stockholms Olympiastadion |
| IFK Norrköping | 1 - 2 | BK Halmstad       | 18 de agosto | Nya Parken                |
| Häcken         | 1 - 1 | Helsinborgs IF    | 18 de agosto | Rambergsvallen            |

| Mjällby AIF       | 1 - 2 | Helsingborgs IF | 22 de agosto | Strandvallen     |
| Malmö FF          | 3 - 0 | IFK Norrköping  | 23 de agosto | Swedbank Stadion |
| Falkenbergs FF    | 1 - 2 | IFJ Göteborg    | 24 de agosto | Falkenbergs IP   |
| Halmstads BK      | 1 - 1 | IF Elfsborg     | 24 de agosto | Örjans Vall      |
| AIK               | 1 - 0 | Häcken          | 24 de agosto | Friends Arena    |
| Åtvidabergs FF    | 1 - 2 | Örebro SK       | 25 de agosto | Kopparvallen     |
| Kalmar FF         | 2 - 1 | Gefle IF        | 25 de agosto | Guldfågeln Arena |
| IF Brommapojkarna | 0 - 4 | Djurgårdens IF  | 25 de agosto | Grimsta IP       |

| Örebro SK       | 3 - 1 | IF Brommapojkarna | 29 de agosto | Behrn Arena               |
| Helsingborgs IF | 1 - 4 | Halmstads BK      | 29 de agosto | Olympia                   |
| Gefle IF        | 0 - 1 | Åtvidabergs FF    | 30 de agosto | Strömvallen               |
| Häcken          | 1 - 1 | Mjällby AIF       | 30 de agosto | Rambergsvallen            |
| IFK Norrköping  | 2 - 4 | AIK               | 31 de agosto | Nya Parken                |
| IFK Göteborg    | 2 - 0 | Kalmar FF         | 31 de agosto | Nya Gamla Ullevi          |
| Djurgårdens IF  | 2 - 0 | Malmö FF          | 31 de agosto | Stockholms Olympiastadion |
| IF Elfsborg     | 1 - 0 | Falkenbergs FF    | 31 de agosto | Borås Arena               |

| Häcken          | 3 - 3 | Malmö FF          | 13 de septiembre | Rambergsvallen            |
| Djurgårdens IF  | 0 - 1 | Åtvidabergs FF    | 14 de septiembre | Stockholms Olympiastadion |
| Halmstads BK    | 1 - 2 | Mjällby AIF       | 14 de septiembre | Örjans Vall               |
| IF Elfsborg     | 0 - 0 | IFK Göteborg      | 14 de septiembre | Borås Arena               |
| Gefle IF        | 3 - 1 | Falkenbergs FF    | 14 de septiembre | Strömvallen               |
| IFK Norrköping  | 3 - 1 | IF Brommapojkarna | 15 de septiembre | Nya Parken                |
| Helsingborgs IF | 3 - 1 | AIK               | 15 de septiembre | Olympia                   |
| Örebro SK       | 2 - 0 | Kalmar            | 15 de septiembre | Behrn Arena               |

| IFK Göteborg      | 4 - 0 | Gefle IF        | 19 de septiembre | Nya Gamla Ullevi |
| IF Brommapojkarna | 1 - 5 | Häcken          | 20 de septiembre | Grimsta IP       |
| Falkenbergs FF    | 1 - 3 | Örebro SK       | 20 de septiembre | Falkenbergs IP   |
| Malmö FF          | 1 - 1 | Helsingborgs IF | 21 de septiembre | Swedbank Stadion |
| Mjällby AIF       | 1 - 0 | IF Elfsborg     | 21 de septiembre | Strandvallen     |
| Kalmar FF         | 0 - 4 | Djurgårdens IF  | 21 de septiembre | Guldfågeln Arena |
| AIK               | 0 - 1 | Halmstads BK    | 21 de septiembre | Friends Arena    |
| Åtvidabergs FF    | 2 - 2 | IFK Norrköping  | 22 de septiembre | Kopparvallen     |

| Helsingborgs IF | 3 - 1 | IF Brommapojkarna | Olympia                   |                |
| Halmstads BK    | 0 - 1 | Malmö FF          | Örjans Vall               |                |
| IF Elfsborg     | 1 - 0 | Gefle IF          | Borås Arena               |                |
| Djurgårdens IF  | 1 - 0 | Falkenbergs FF    | Stockholms Olympiastadion |                |
| Örebro SK       | 3 - 4 | IFK Göteborg      | Behrn Arena               |                |
| Mjällby AIF     | 1 - 0 | AIK               | Strandvallen              |                |
| Häcken          | 0 - 2 | Åtvidabergs FF    | 25 de septiembre          | Rambergsvallen |
| IFK Norrköping  | 0 - 0 | Kalmar FF         | 25 de septiembre          | Nya Parken     |

| Malmö FF          | 4 - 1 | Mjällby AIF     | 27 de septiembre | Swedbank Stadion |
| Kalmar FF         | 2 - 3 | Häcken          | 28 de septiembre | Guldfågeln Arena |
| IF Elfsborg       | 1 - 1 | AIK             | 28 de septiembre | Borås Arena      |
| Falkenbergs FF    | 4 - 2 | IFK Norrköping  | 28 de septiembre | Falkenbergs IP   |
| IF Brommapojkarna | 0 - 3 | Helsingborgs IF | 29 de septiembre | Grimsta IP       |
| IFK Göteborg      | 2 - 1 | Djurgårdens IF  | 29 de septiembre | Nya Gamla Ullevi |
| Gefle IF          | 1 - 2 | AIK             | 29 de septiembre | Strömvallen      |
| Åtvidabergs FF    | 1 - 2 | Halmstads BK    | 29 de septiembre | Kopparvallen     |

| Helsingborgs IF | 4 - 1 | Kalmar FF         | 3 de octubre | Olympia                   |
| Mjällby AIF     | 0 - 1 | IF Brommapojkarna | 4 de octubre | Strandvallen              |
| Djurgårdens IF  | 1 - 2 | Gefle IF          | 4 de octubre | Stockholms Olympiastadion |
| Halmstads BK    | 1 - 3 | Åtvidabergs FF    | 5 de octubre | Örjans Vall               |
| Örebro SK       | 5 - 1 | IF Elfsborg       | 5 de octubre | Behrn Arena               |
| Häcken          | 1 - 2 | Falkenbergs FF    | 5 de octubre | Rambergsvallen            |
| IFK Norrköping  | 3 - 0 | IFK Göteborg      | 5 de octubre | Nya Parken                |
| AIK             | 2 - 3 | Malmö FF          | 5 de octubre | Friends Arena             |

| Malmö FF          | 1 - 2 | IF Elfsborg     | 18 de octubre | Swedbank Stadion          |
| Kalmar FF         | 1 - 3 | Halmstads BK    | 18 de octubre | Guldfågeln Arena          |
| Åtvidabergs FF    | 2 - 1 | Mjällby AIF     | 18 de octubre | Kopparvallen              |
| IF Brommapojkarna | 0 - 4 | AIK             | 19 de octubre | Grimsta IP                |
| IFK Göteborg      | 3 - 2 | Häcken          | 19 de octubre | Nya Gamla Ullevi          |
| Gefle IF          | 1 - 2 | IFK Norrköping  | 19 de octubre | Strömvallen               |
| Falkenbergs FF    | 2 - 0 | Helsingborgs IF | 20 de octubre | Falkenbergs IP            |
| Djurgårdens IF    | 0 - 3 | Örebro SK       | 20 de octubre | Stockholms Olympiastadion |

| Häcken          | 3 - 1 | Gefle IF          | 25 de octubre | Rambergsvallen   |
| IF Elfsborg     | 0 - 1 | Djurgårdens IF    | 26 de octubre | Borås Arena      |
| Halmstads BK    | 4 - 0 | Falkenbergs FF    | 26 de octubre | Örjans Vall      |
| IFK Norrköping  | 2 - 0 | Örebro SK         | 26 de octubre | Nya Parken       |
| AIK             | 4 - 1 | Åtvidabergs FF    | 26 de octubre | Friends Arena    |
| Malmö FF        | 2 - 0 | IF Brommapojkarna | 27 de octubre | Swedbank Stadion |
| Mjällby AIF     | 0 - 2 | Kalmar FF         | 27 de octubre | Strandvallen     |
| Helsingborgs IF | 0 - 3 | IFK Göteborg      | 27 de octubre | Olympia          |

| Åtvidabergs FF    | 2 - 1 | Malmö FF        | 1 de noviembre | Kopparvallen              |
| IF Brommapojkarna | 0 - 1 | IF Elfsborg     | 1 de noviembre | Grimsta IP                |
| Kalmar FF         | 1 - 1 | AIK             | 1 de noviembre | Guldfågeln Arena          |
| Falkenbergs FF    | 1 - 1 | Mjällby AIF     | 1 de noviembre | Falkenbergs IP            |
| IFK Göteborg      | 5 - 1 | Halmstads BK    | 1 de noviembre | Nya Gamla Ullevi          |
| Gefle IF          | 2 - 1 | Helsingborgs IF | 1 de noviembre | Strömvallen               |
| Örebro SK         | 5 - 2 | Häcken          | 1 de noviembre | Behrn Arena               |
| Djurgårdens IF    | 1 - 1 | IFK Norrköping  | 1 de noviembre | Stockholms Olympiastadion |

## Promoción de descenso
| Ljungskile SK                                                    | 1 - 3 | Gefle IF      | 6 de noviembre de 2014 | Skarsjövallen |
| Gefle IF                                                         | 1 - 0 | Ljungskile SK | 9 de noviembre de 2014 | Strömvallen   |
| Gefle IF se mantiene en Primera división con un global de 4 - 1. |       |               |                        |               |